# Lector de placas
Un lector de placas (también conocido como lector de microplacas o fotómetro de microplacas) es un instrumento de laboratorio que permite detectar eventos biológicos, químicos o físicos en muestras contenidas en placas de microtitulación. Son ampliamente utilizados en investigación, descubrimiento de fármacos, validación de bioensayos, control de calidad y procesos de fabricación en la industria farmacéutica, biotecnológica y en organizaciones académicas. 
Algunas reacciones y ensayos químicos pueden ser probados en placas de microtitulación con un número de 6 a 1536 pocillos. El formato de microplaca más comúnmente utilizado en los laboratorios de investigación académica o en laboratorios de diagnóstico clínico es de 96 pozos (matriz de 8 por 12) con un volumen de reacción típica comprendido entre 100 y 200 μL por pozo. Las microplacas con mayor número de pozos (de 384 a 1536) se utilizan normalmente para aplicaciones de detección, cuando el rendimiento (número de muestras procesadas por día) y el costo por ensayo son los parámetros críticos, con un volumen de ensayo típico entre 5 y 50 μL por pozo . Los modos comunes de detección para los ensayos de microplacas son: absorbancia, intensidad de fluorescencia, luminiscencia, fluorescencia resuelta en el tiempo y polarización de fluorescencia.

## Detección de absorbancia

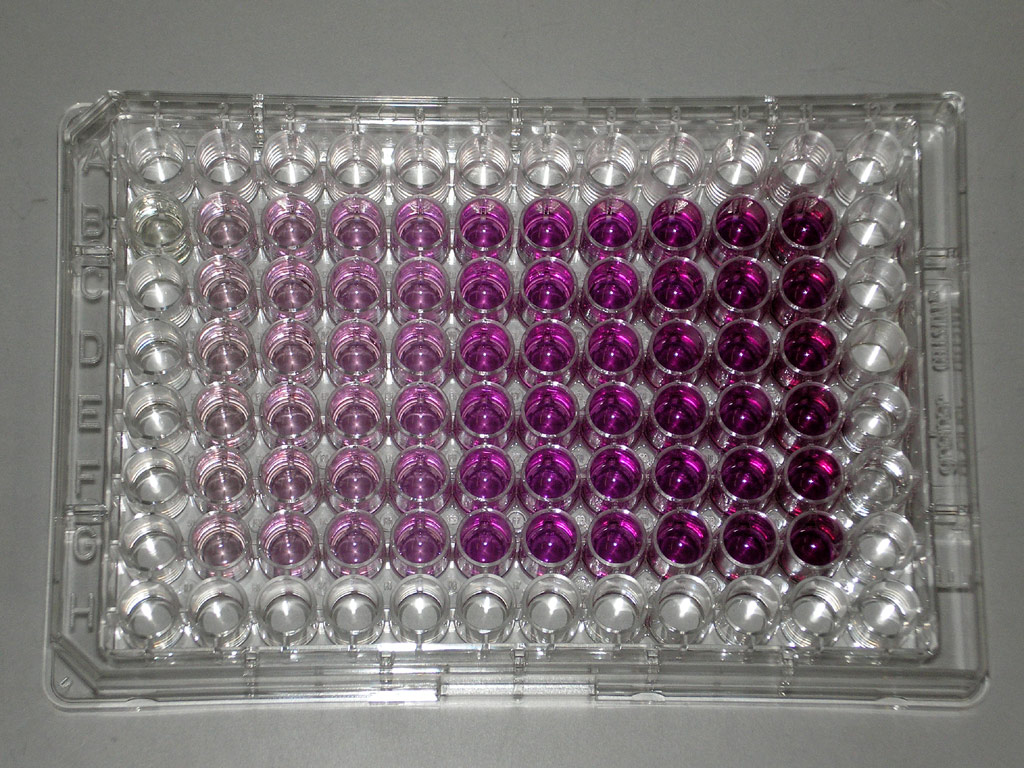
Ensayo MTT de viabilidad celular en una microplaca para estudio de absorbancia. Una mayor intensidad de color púrpura está relacionada con una mayor cantidad de células viables, con un metabolismo activo

La detección o medida de la absorbancia ha estado disponible en los lectores de microplacas desde hace más de tres décadas, y se utiliza para ensayos, como los análisis ELISA, para cuantificación de proteínas y ácidos nucleicos o para ensayos de actividad enzimática (como el ensayo MTT para estudiar la viabilidad celular). Una fuente de luz ilumina la muestra con una longitud de onda específica (seleccionada mediante un filtro óptico, o un monocromador), y un detector de luz situado en el otro lado del pozo mide qué porcentaje de la luz inicial (100%) se transmite a través de la muestra: la cantidad de luz transmitida estará relacionada con la concentración de la molécula de interés.

## Detección de fluorescencia
La detección de la intensidad de fluorescencia en el formato de microplacas se ha desarrollado de manera amplia durante las últimas dos décadas. La gama de aplicaciones es mucho más amplia que cuando se utiliza la detección de absorción, pero los lectores de placas necesarios son generalmente más caros. En este tipo de lectores, un primer sistema óptico (sistema de excitación) ilumina la muestra con una longitud de onda específica (seleccionada mediante un filtro óptico, o un monocromador). Como resultado de la iluminación, la muestra emite luz (fluorescencia) y un segundo sistema óptico (sistema de emisión) recoge la luz emitida, la separa de la luz de excitación (utilizando un sistema de filtro o monocromador), y mide la señal mediante un detector de luz, como un tubo fotomultiplicador. Las ventajas de los lectores de fluorescencia respecto de los lectores de absorbancia son la sensibilidad, así como el campo de aplicación, dada la amplia selección de sustancias para marcado fluorescente disponibles en la actualidad, por ejemplo, una técnica conocida como imágenes de calcio mide la intensidad de fluorescencia de tintas sensibles al calcio para evaluar los niveles de calcio intracelular.

## Luminiscencia
Los lectores de microplacas para detección de luminiscencia son muy populares para ciertas aplicaciones específicas. La diferencia con la fluorescencia es que la luz emitida por las muestras es el resultado de una reacción química o bioquímica (en lugar de ser el resultado de la excitación por la luz. Los lectores de placas para luminiscencia son ópticamente más simples que los lectores de fluorescencia, ya que no requieren una fuente de luz, sólo un detector de luz. Normalmente, el sistema óptico consiste en una cámara de lectura aislada de la luz exterior, y un tubo fotomultiplicador como detector para medir la luz emitida por las muestras durante la reacción. Las aplicaciones comunes incluyen análisis de genes basados en expresión de luciferasa, así como ensayos de viabilidad celular y de citotoxicidad basados en la detección luminiscente de ATP.

## Fluorescencia resuelta en el tiempo
Los lectores para medición de fluorescencia resuelta en el tiempo (Time-Resolved Fluorescence, TRF) son muy similares a los lectores de intensidad de fluorescencia. La única diferencia es el momento de la excitación y del proceso de medición. Cuando se mide la intensidad de fluorescencia, los procesos de excitación y de emisión son simultáneos: la luz emitida por la muestra es medida mientras la excitación se lleva a cabo. A pesar de que los sistemas de emisión son muy eficientes en la eliminación de la luz de excitación antes de llegar al detector, la cantidad de luz de excitación en comparación con la luz emitida es tal que las mediciones siempre muestran señales de fondo muy elevadas. La fluorescencia resuelta en el tiempo ofrece una solución a este problema. Se basa en la utilización de moléculas fluorescentes muy específicas, llamadas lantánidos, que tienen la característica inusual de emitir durante largos períodos de tiempo (medidos es milisegundos) después de la excitación, cuando la mayoría de los pigmentos fluorescentes estándar (por ejemplo, la fluoresceína) emiten sólo unos pocos nanosegundos después de la excitación. Como resultado, es posible excitar lantánidos utilizando una fuente de luz pulsada (lámpara de flash de xenón o un láser pulsado, por ejemplo), y medir después del pulso de excitación. Esto se traduce en fondos de medición más bajos que en los ensayos estándar de intensidad de fluorescencia. Las desventajas son que la instrumentación y los reactivos son habitualmente más caros, y que las aplicaciones tienen que ser compatibles con el uso de estos colorantes lantánidos muy específicos. El uso principal de la fluorescencia resuelta en el tiempo se encuentra en las aplicaciones de detección de fármacos, en la modalidad denominada TR-FRET (tiempo de transferencia de energía de fluorescencia resuelta). Los ensayos TR-FRET son muy robustos (limitada sensibilidad a varios tipos de interferencias con el ensayo) y son fácilmente miniaturizados. La robustez y las capacidades de automatización y miniaturización son características muy atractivas en un laboratorio de análisis.

## Polarización de fluorescencia
Los lectores de polarización de fluorescencia para microplacas son también bastante similares a los de detección de intensidad de fluorescencia. La diferencia es que el sistema óptico incluye filtros polarizadores en la trayectoria de la luz: las muestras en la microplaca se excitan con luz polarizada (en lugar de la luz no polarizada empleada en otros métodos). Dependiendo de la movilidad de las moléculas fluorescentes que se encuentran en los pozos, la luz emitida es polarizada o no. Por ejemplo, las moléculas grandes (proteínas, por ejemplo) en disolución, giran con relativa lentitud debido a su tamaño, y emiten luz polarizada cuando son excitadas con luz polarizada. Por otro lado, la rotación rápida de las moléculas más pequeñas se traducirá en una despolarización de la señal. El sistema de emisión del lector de placas utiliza filtros polarizadores para analizar la polaridad de la luz emitida. Un bajo nivel de polarización indica que las pequeñas moléculas fluorescentes circulan libremente por la muestra. Un alto nivel de polarización fluorescente indica la presencia de un gran complejo molecular. Como resultado, entre las aplicaciones básicas de los lectores de polarización de fluorescencia están los ensayos de unión molecular, ya que permiten detectar si una pequeña molécula fluorescente está enlazada (o no) con una más grande, la molécula no fluorescente: el enlace da como resultado una velocidad de rotación más lenta de la molécula fluorescente, y un aumento en la polarización de la señal.

## Lectores multimodales
Estos modos de detección (absorbancia, intensidad de fluorescencia, luminiscencia, fluorescencia resuelta en tiempo, y polarización de la fluorescencia) están disponibles en lectores de multiplacas autónomoss, pero muy a menudo se encuentran combinados en un solo instrumento (lector multimodal de placas). La gama de aplicaciones para los lectores multimodales de placas es extremadamente grande. Algunos de los ensayos más comunes son:
- ELISA
- Ensayos de proteínas y de crecimiento celular
- Cuantificación de ácido nucleico
- Interacciones moleculares
- Actividad enzimática
- Citotoxicidad, proliferación y viabilidad celular
- Cuantificación de ATP
- Inmunoensayos
- Descubrimiento de fármacos mediante cribado de alto rendimiento, para compuestos y objetivos.

## Otros lectores de placas
Mientras que un "lector de placas" es cualquiera de los dispositivos descritos anteriormente, también están disponibles algunas variaciones. Otros ejemplos de dispositivos que trabajan con el formato de microplacas son:
- Lectores de placas ELISPOT, que sirven para contar los puntos de colores que se forman en el curso de los ensayos ELISPOT.
- Procesadores de imágenes de alto rendimiento, que pueden medir todos los pocillos de una microplaca a la vez.
- Sistemas de cribado de alto contenido que muestran la imagen de cada pocillo con alta resolución, para ver poblaciones de células.
- Otros instrumentos que emplean microplacas especializadas para medir eventos de enlace sin el uso de marcadores químicos.